# Qualificazioni al campionato mondiale di calcio 2002 - CONMEBOL
Sono elencate di seguito le date e i risultati della zona sudamericana (CONMEBOL) per le qualificazioni al mondiale di calcio del 2002.

## Formula
10 membri FIFA: un gruppo di qualificazione per 4,5 posti disponibili per la fase finale.
Le squadre giocano partite di andata e ritorno: le prime 4 classificate si qualificano alla fase finale, la quinta classificata accede allo spareggio intercontinentale contro la vincente dell'OFC.

## Classifica
| Pos. | Squadra   | Pt | G  | V  | N | P  | GF | GS | DR  |
| ---- | --------- | -- | -- | -- | - | -- | -- | -- | --- |
| 1.   | Argentina | 43 | 18 | 13 | 4 | 1  | 42 | 15 | +27 |
| 2.   | Ecuador   | 31 | 18 | 9  | 4 | 5  | 23 | 20 | +3  |
| 3.   | Brasile   | 30 | 18 | 9  | 3 | 6  | 31 | 17 | +14 |
| 4.   | Paraguay  | 30 | 18 | 9  | 3 | 6  | 29 | 23 | +6  |
| 5.   | Uruguay   | 27 | 18 | 7  | 6 | 5  | 19 | 13 | +6  |
| 6.   | Colombia  | 27 | 18 | 7  | 6 | 5  | 20 | 15 | +5  |
| 7.   | Bolivia   | 18 | 18 | 4  | 6 | 8  | 21 | 33 | -12 |
| 8.   | Perù      | 16 | 18 | 4  | 4 | 10 | 14 | 25 | -11 |
| 9.   | Venezuela | 16 | 18 | 5  | 1 | 12 | 18 | 44 | -26 |
| 10.  | Cile      | 12 | 18 | 3  | 3 | 12 | 15 | 27 | -12 |

Legenda:

         Qualificato direttamente al campionato del mondo 2002.
         Qualificata al play-off interzona 2002 contro una squadra della federazione dell'Oceania (OFC).
Note:
Tre punti a vittoria, uno a pareggio, zero a sconfitta.
Argentina, Ecuador, Brasile e Paraguay qualificate alla fase finale.
L'Uruguay accede allo spareggio intercontinentale contro l'Australia, vincente della zona oceanica (OFC).

## Risultati

### 1ª giornata
| Bogotà 28 marzo 2000, ore 21:00 | Colombia | 0 – 0 referto | Brasile | Estadio Nemesio Camacho (42.000 spett.)\| Arbitro: \| Méndez \| |
| Arbitro:                        | Méndez   |               |         |                                                                 |

| Arbitro: | Gamboa |

|                             |           |  |
| A. Delgado 18’ Aguinaga 57’ | Marcatori |  |

| Arbitro: | Pereira da Silva |

|               |           |  |
| P. García 26’ | Marcatori |  |

| Arbitro: | Elizondo |

|                         |           |  |
| Solano 55’ Palacios 60’ | Marcatori |  |

| Arbitro: | Moreno |

|                                                 |           |           |
| Batistuta 9’ Verón 33’, 71’ (rig.) C. López 87’ | Marcatori | 29’ Tello |

### 2ª giornata
| Arbitro: | Arana |

|                |           |                 |
| E. Sánchez 16’ | Marcatori | 32’ J. Castillo |

| Arbitro: | A. Sánchez |

|              |           |  |
| C. Ayala 35’ | Marcatori |  |

| Arbitro: | Amarilla |

|  |           |                                        |
|  | Marcatori | 8’ R. Ayala 24’, 77’ Ortega 89’ Crespo |

| Arbitro: | E. González |

|            |           |          |
| Margas 42’ | Marcatori | 38’ Jayo |

| Arbitro: | Cervantes |

|                           |           |                             |
| Rivaldo 18’, 51’ Zago 43’ | Marcatori | 12’ Aguinaga 75’ De la Cruz |

### 3ª giornata
| Arbitro: | Troxler |

|                       |           |                     |
| Silva 35’ Montero 42’ | Marcatori | 39’ (rig.) Zamorano |

| Arbitro: | Gallesio |

|                              |           |              |
| Toledo 10’ Brizuela 42’, 63’ | Marcatori | 87’ Graziani |

| Arbitro: | Rezende |

|              |           |  |
| G. López 83’ | Marcatori |  |

| Arbitro: | Giménez |

|  |           |          |
|  | Marcatori | 34’ Zago |

| Arbitro: | Moreno |

|                                           |           |  |
| Viveros 27’ I. Córdoba 42’ Valenciano 89’ | Marcatori |  |

### 4ª giornata
| Arbitro: | Zambrano |

|                                                      |           |                              |
| M. Mea Vitali 24’ Morán 38’ Savarese 61’, 68’ (rig.) | Marcatori | 49’ J. Moreno 58’ Baldivieso |

| Arbitro: | Ruiz |

|             |           |          |
| Rivaldo 85’ | Marcatori | 5’ Silva |

| Arbitro: | Simon |

|                          |           |             |
| Chalá 14’ E. Hurtado 51’ | Marcatori | 73’ Pajuelo |

| Arbitro: | Martín |

|                                                 |           |             |
| Caniza 19’ (aut.) Salas 35’ Zamorano 80’ (rig.) | Marcatori | 71’ Cardozo |

| Arbitro: | Larrionda |

|            |           |                               |
| Oviedo 26’ | Marcatori | 23’, 44’ Batistuta 75’ Crespo |

### 5ª giornata
| Arbitro: | Ortubé |

|                                   |           |              |
| Olivera 28’, 92’ D. Rodríguez 53’ | Marcatori | 23’ Savarese |

| Arbitro: | Larrionda |

|                       |           |             |
| Paredes 6’ Campos 83’ | Marcatori | 74’ Rivaldo |

| Arbitro: | Toro |

|               |           |  |
| R. Suárez 85’ | Marcatori |  |

| Arbitro: | Bello |

|                         |           |  |
| Crespo 29’ C. López 49’ | Marcatori |  |

| Arbitro: | M. Sánchez |

|  |           |           |
|  | Marcatori | 48’ Ángel |

### 6ª giornata
| Quito 25 luglio 2000, ore 16:00 | Ecuador | 0 – 0 referto | Colombia | Estadio Olímpico Atahualpa (37.617 spett.)\| Arbitro: \| Aquino \| |
| Arbitro:                        | Aquino  |               |          |                                                                    |

| Arbitro: | Baldassi |

|  |           |                        |
|  | Marcatori | 70’ Tapia 89’ Zamorano |

| Montevideo 26 luglio 2000, ore 19:30 | Uruguay | 0 – 0 referto | Perù | Estadio Centenario (54.345 spett.)\| Arbitro: \| Godói \| |
| Arbitro:                             | Godói   |               |      |                                                           |

| Arbitro: | Méndez |

|                          |           |               |
| Alex 5’ Vampeta 45’, 50’ | Marcatori | 45+1’ Almeyda |

| La Paz 27 luglio 2000, ore 16:10 | Bolivia | 0 – 0 referto | Paraguay | Estadio Hernando Siles (39.142 spett.)\| Arbitro: \| Almeida \| |
| Arbitro:                         | Almeida |               |          |                                                                 |

### 7ª giornata
| Arbitro: | Giménez |

|                 |           |  |
| J. Castillo 75’ | Marcatori |  |

| Arbitro: | E. González |

|                                  |           |  |
| Estay 25’ Zamorano 43’ Salas 74’ | Marcatori |  |

| Arbitro: | Solórzano |

|                     |           |  |
| A. Delgado 18’, 58’ | Marcatori |  |

| Arbitro: | Pereira da Silva |

|           |           |           |
| Aimar 66’ | Marcatori | 60’ Acuña |

| Arbitro: | Moreno |

|              |           |  |
| Palacios 69’ | Marcatori |  |

### 8ª giornata
| Arbitro: | Paniagua |

|                                         |           |  |
| G. González 30’ Cardozo 34’ Paredes 43’ | Marcatori |  |

| Arbitro: | Gallesio |

|  |           |              |
|  | Marcatori | 66’ Castillo |

| Arbitro: | Cervantes |

|                                                 |           |  |
| Magallanes 15’ Silva 37’ Olivera 50’ Cedrés 86’ | Marcatori |  |

| Arbitro: | Ruiz |

|                   |           |                      |
| Samuel 68’ (aut.) | Marcatori | 25’ Crespo 37’ Verón |

| Arbitro: | Aros |

|                                                           |           |  |
| Romário 12’ (rig.), 77’, 80’ Rivaldo 46’ Sandy 88’ (aut.) | Marcatori |  |

### 9ª giornata
| Arbitro: | Elizondo |

|  |           |                             |
|  | Marcatori | 3’ Santa Cruz 89’ Chilavert |

| Arbitro: | Aquino |

|  |           |                                                                   |
|  | Marcatori | 20’ Euller 28’ Juninho Paulista 31’, 36’, 38’ (rig.), 63’ Romário |

| Arbitro: | Toro |

|                |           |  |
| A. Delgado 75’ | Marcatori |  |

| Arbitro: | Carpio |

|              |           |  |
| R. Suárez 4’ | Marcatori |  |

| Arbitro: | Rezende |

|                            |           |                     |
| Gallardo 27’ Batistuta 41’ | Marcatori | 49’ (aut.) R. Ayala |

### 10ª giornata
| La Paz 15 novembre 2000, ore 16:00 | Bolivia  | 0 – 0 referto | Uruguay | Estadio Hernando Siles (29.112 spett.)\| Arbitro: \| Elizondo \| |
| Arbitro:                           | Elizondo |               |         |                                                                  |

| Arbitro: | Larrionda |

|                  |           |  |
| Roque Júnior 93’ | Marcatori |  |

| Arbitro: | Lecca |

|               |           |                            |
| J. García 66’ | Marcatori | 3’ Kaviedes 23’ W. Sánchez |

| Arbitro: | Giménez |

|                                                                                  |           |               |
| Santa Cruz 15’ Del Solar 25’ (aut.) Cardozo 45’ Paredes 65’ Chilavert 83’ (rig.) | Marcatori | 76’ P. García |

| Arbitro: | Amarilla |

|  |           |                       |
|  | Marcatori | 27’ Ortega 89’ Husaín |

### 11ª giornata
| Arbitro: | Mendonça |

|                       |           |  |
| Ángel 52’, 72’ (rig.) | Marcatori |  |

| Arbitro: | A. Sánchez |

|                                     |           |           |
| Maestri 53’ Mendoza 72’ Pizarro 81’ | Marcatori | 61’ Navia |

| Arbitro: | Ramos |

|                |           |  |
| A. Delgado 49’ | Marcatori |  |

| Arbitro: | García-Aranda |

|  |           |               |
|  | Marcatori | 64’ Alvarenga |

| Arbitro: | Hidalgo |

|                                                   |           |  |
| Crespo 13’ Sorín 31’, 51’ Gallardo 60’ Samuel 85’ | Marcatori |  |

### 12ª giornata
| Arbitro: | A. Sánchez |

|                     |           |             |
| A. Delgado 44’, 52’ | Marcatori | 26’ Cardozo |

| Arbitro: | Aros |

|                       |           |                        |
| Rondón 22’ Arango 82’ | Marcatori | 83’ Bedoya 88’ Bonilla |

| Arbitro: | Elizondo |

|  |           |                     |
|  | Marcatori | 12’ (aut.) I. Muñoz |

| Arbitro: | Ruiz |

|                               |           |                           |
| Paz 39’ Colque 55’ Botero 81’ | Marcatori | 43’, 88’ Crespo 89’ Sorín |

| Arbitro: | Al-Zaid |

|             |           |             |
| Romário 65’ | Marcatori | 77’ Pajuelo |

### 13ª giornata
| Arbitro: | Marrufo |

|            |           |                              |
| Pizarro 2’ | Marcatori | 11’ E. Méndez 90’ A. Delgado |

| Arbitro: | Badilla |

|             |           |  |
| Paredes 90’ | Marcatori |  |

| Arbitro: | M. Sánchez |

|                                           |           |  |
| Kily González 22’ C. López 35’ Crespo 38’ | Marcatori |  |

| Arbitro: | Carpio |

|                                                    |           |  |
| Baldivieso 32’, 68’ Botero 35’, 50’ Justiniano 38’ | Marcatori |  |

| Arbitro: | Dallas |

|                       |           |  |
| Magallanes 33’ (rig.) | Marcatori |  |

### 14ª giornata
| Arbitro: | Marrufo |

|                      |           |  |
| Morán 52’ Rondón 90’ | Marcatori |  |

| Arbitro: | Giménez |

|                |           |                            |
| Salas 35’, 75’ | Marcatori | 19’ Baldivieso 71’ Coimbra |

| Arbitro: | Braschi |

|  |           |                             |
|  | Marcatori | 19’ Verón 34’ (rig.) Crespo |

| Arbitro: | Krug |

|                           |           |  |
| Marcelinho 4’ Rivaldo 69’ | Marcatori |  |

| Arbitro: | Ramos |

|  |           |            |
|  | Marcatori | 47’ Solano |

### 15ª giornata
| Arbitro: | Ortubé |

|  |           |                     |
|  | Marcatori | 56’ Páez 62’ Arango |

| Arbitro: | Frisk |

|  |           |                      |
|  | Marcatori | 11’ Silva 45’ Recoba |

| Arbitro: | Solórzano |

|                                                           |           |         |
| Paredes 33’ Cardozo 45’, 89’ Chilavert 50’ Santa Cruz 69’ | Marcatori | 15’ Paz |

| Arbitro: | Meier |

|                              |           |                    |
| Gallardo 76’ Cris 84’ (aut.) | Marcatori | 2’ (aut.) R. Ayala |

| Bogotà 5 settembre 2001, ore 20:30 | Colombia | 0 – 0 referto | Ecuador | Estadio Nemesio Camacho (28.487 spett.)\| Arbitro: \| Al-Aqily \| |
| Arbitro:                           | Al-Aqily |               |         |                                                                   |

### 16ª giornata
| Arbitro: | A. Sánchez |

|             |           |                                                                    |
| Galindo 59’ | Marcatori | 13’ De la Cruz 23’ A. Delgado 56’ Kaviedes 89’ Fernández 90’ Gómez |

| Arbitro: | M. Sánchez |

|                             |           |  |
| Alvarado 54’, 77’ Morán 80’ | Marcatori |  |

| Arbitro: | Collina |

|                       |           |                 |
| Magallanes 34’ (rig.) | Marcatori | 67’ Valentierra |

| Arbitro: | Elizondo |

|                         |           |  |
| Edílson 52’ Rivaldo 63’ | Marcatori |  |

| Arbitro: | Hidalgo |

|                                   |           |                              |
| Chilavert 51’ (rig.) Morínigo 70’ | Marcatori | 67’ Pochettino 73’ Batistuta |

### 17ª giornata
| Arbitro: | Ramos |

|              |           |                    |
| Kaviedes 72’ | Marcatori | 43’ (rig.) Olivera |

| Arbitro: | Giménez |

|                                        |           |             |
| Grisales 19’ Ángel 67’ J. González 68’ | Marcatori | 39’ Riveros |

| Arbitro: | Solórzano |

|                             |           |             |
| Paz 42’ Baldivieso 70’, 89’ | Marcatori | 26’ Edílson |

| Arbitro: | Larrionda |

|                         |           |  |
| Samuel 46’ C. López 84’ | Marcatori |  |

| Arbitro: | Elizondo |

|                                      |           |                 |
| Morán 2’ Noriega 22’ H. González 40’ | Marcatori | 28’ (rig.) Arce |

### 18ª giornata
| Arbitro: | Baldassi |

|         |           |                   |
| Alva 8’ | Marcatori | 87’ J.A. Castillo |

| Arbitro: | Merk |

|           |           |              |
| Silva 19’ | Marcatori | 44’ C. López |

| Arbitro: | Poll |

|  |           |                                                  |
|  | Marcatori | 24’, 34’ (rig.), 62’ Aristizábal 82’ R. Castillo |

| Santiago del Cile 14 novembre 2001, ore 20:40 | Cile     | 0 – 0 referto | Ecuador | Estadio Nacional de Chile (19.237 spett.)\| Arbitro: \| Paniagua \| |
| Arbitro:                                      | Paniagua |               |         |                                                                     |

| Arbitro: | Giménez |

|                             |           |  |
| Luizão 12’, 19’ Rivaldo 34’ | Marcatori |  |

## Statistiche

### Primati
- Maggior numero di vittorie: Argentina (13)
- Minor numero di sconfitte: Argentina (1)
- Miglior attacco: Argentina (42 reti fatte)
- Miglior difesa: Uruguay (13 reti subite)
- Miglior differenza reti: Argentina (+27)
- Maggior numero di pareggi: Bolivia, Colombia, Uruguay (6)
- Minor numero di vittorie: Cile (3)
- Maggior numero di sconfitte: Cile, Venezuela (13)
- Peggiore attacco: Perù (14 reti fatte)
- Peggior difesa: Venezuela (44 reti subite)
- Peggior differenza reti: Venezuela (-26)
- Partita con più reti: Venezuela-Bolivia 4-2; Venezuela-Brasile 0-6; Paraguay-Perù 5-1; Bolivia-Argentina 3-3; Paraguay-Bolivia 5-1; Bolivia-Ecuador 1-5

### Classifica marcatori
9 gol
- Hernán Crespo
- Agustín Delgado

8 gol
- Rivaldo
- Romário

6 gol
- Julio César Baldivieso
- José Cardozo

5 gol
- Gabriel Batistuta
- Claudio López
- Carlos Humberto Paredes
- Darío Silva

4 gol
- Juan Sebastián Verón
- Marcelo Salas
- Iván Zamorano
- Juan Pablo Ángel
- José Luis Chilavert
- Nicolás Olivera
- Ruberth Morán

3 gol
- Marcelo Gallardo
- Ariel Ortega
- Juan Pablo Sorín
- Joaquín Botero
- Líder Paz
- Roger Suárez
- Víctor Aristizábal
- Jairo Castillo
- Iván Kaviedes
- Roque Santa Cruz
- Federico Magallanes

2 gol
- Walter Samuel
- Antônio Carlos Zago
- Edílson
- Luizão
- Vampeta
- Álex Aguinaga
- Ulises de la Cruz
- Hugo Brizuela
- Roberto Palacios
- Juan Pajuelo
- Claudio Pizarro
- Nolberto Solano
- Wilfredo Alvarado
- Juan Arango
- Daniel Noriega
- Alexander Rondón

1 gol
- Pablo Aimar
- Matías Almeyda
- Roberto Ayala
- Kily González
- Claudio Husaín
- Gustavo López
- Mauricio Pochettino
- José Alfredo Castillo
- Milton Coimbra
- Percy Colque
- Raúl Justiniano
- Jaime Moreno
- Erwin Sánchez
- Alex
- Marcelinho
- Fabián Estay
- Javier Margas
- Reinaldo Navia
- Jaime Riveros
- Héctor Tapia
- Rodrigo Tello
- Gerardo Bedoya
- Víctor Bonilla
- Rafael Castillo
- Iván Córdoba
- Jersson González
- Freddy Grisales
- Franky Oviedo
- Iván Valenciano
- Arnulfo Valentierra
- Alexander Viveros
- Cléber Chalá
- Ángel Fernández
- Luis Gómez
- Ariel Graziani
- Eduardo Hurtado
- Édison Méndez
- Wellington Sánchez
- Roberto Acuña
- Guido Alvarenga
- Francisco Arce
- Celso Ayala
- Jorge Campos
- Gabriel González
- Gustavo Morínigo
- Delio Toledo
- Piero Alva
- Pedro García
- Juan Jayo
- Flavio Maestri
- Andrés Mendoza

1 gol (cont.)
- Gabriel Cedrés
- Pablo García
- Paolo Montero
- Álvaro Recoba
- Darío Rodríguez
- Juan García
- Héctor González
- Miguel Mea Vitali
- Ricardo Páez
- Giovanni Savarese
- Edson Tortolero

Autogol
2
- Roberto Ayala (pro Uruguay, pro Brasile)

1
- Walter Samuel (pro Perù)
- Marco Sandy (pro Brasile)
- Cris (pro Argentina)
- Ítalo Muñoz (pro Uruguay)
- Denis Caniza (pro Cile)
- José Del Solar (pro Paraguay)